# الهدف 13 من أهداف التنمية المستدامة
الهدف 13 من أهداف التنمية المستدامة (الهدف 13 أو الهدف العالمي 13) حول العمل المناخي، أحد أهداف التنمية المستدامة السبعة عشر التي وضعتها الأمم المتحدة في عام 2015. الصياغة الرسمية «اتخاذ إجراءات عاجلة لمكافحة تغير المناخ وآثاره». الهدف له غايات يجب تحقيقها بحلول عام 2030. يُقاس التقدم المحرز نحو الأهداف بالمؤشرات.
كان العقد بين عامي 2010 - 2019 العقد الأكثر دفئًا في التاريخ. يؤثر التغير المناخي حاليًا على المجتمع العالمي في كل بلد في العالم. لا يشمل تأثيره الاقتصادات الوطنية فحسب، بل يؤثر أيضًا على الحياة وسبل العيش، لا سيما أولئك الذين يعيشون في ظروف معرضة للخطر.
تغطي الغايات مجموعة واسعة من القضايا المتعلقة بالعمل المناخي، بما في ذلك تعزيز القدرة على الصمود، والقدرة على التكيف مع الكوارث المتعلقة بالمناخ (الهدف 13.1)، ودمج تدابير التغير المناخي في السياسات والتخطيط (الهدف 13.2)، وبناء المعرفة والقدرة على مواجهة التغير المناخي (الهدف 13.3)، وتنفيذ اتفاقية الأمم المتحدة الإطارية بشأن تغير المناخ (الهدف 13.إيه)، وتعزيز آليات رفع القدرة على التخطيط والإدارة (الهدف 13.بي).
اتفاقية الأمم المتحدة الإطارية بشأن التغير المناخي، هي المنتدى الدولي والحكومي الدولي الأساسي للتفاوض بشأن الاستجابة العالمية للتغير المناخي.

## خلفية
اعتبر عام 2019 العام الثاني الأكثر دفئًا على الإطلاق، في نهاية العقد الأكثر دفئًا (من 2010 حتى 2019). من المتوقع- مع نموذج المناخ الحالي- أن ترتفع درجات الحرارة العالمية بقدر 3.2 درجة مئوية بحلول نهاية القرن.
اعتُمدت اتفاقية باريس المبنية على اتفاقية الأمم المتحدة الإطارية بشأن تغير المناخ (يو إن إف سي سي سي)، في مؤتمر الأمم المتحدة لتغير المناخ ( سي أو بّي 21) لعام 2015 في باريس، في ديسمبر عام 2015 من قبل الأطراف (الدول الأعضاء). اجتمعت جميع الدول على قضية مشتركة لمكافحة تغير المناخ، والتكيف مع آثاره لإبقاء الارتفاع في درجة الحرارة هذا القرن دون 2 درجة مئوية.
حددت مناقشات ومفاوضات الأمم المتحدة الروابط بين عملية أهداف التنمية المستدامة لما بعد عام 2015، وعملية تمويل التنمية التي اختتمت في أديس أبابا في يوليو 2015، ومؤتمر تغير المناخ الحادي والعشرين في باريس في ديسمبر 2015.
خلص تقرير في مايو 2015، إلى أن اتفاقًا مناخيًا طموحًا للغاية في باريس في عام 2015 وحده، من شأنه أن يمكّن البلدان من الوصول إلى أهداف وغايات التنمية المستدامة. يشير التقرير أيضًا إلى أن معالجة تغير المناخ لن تكون ممكنة إلا إذا تحققت أهداف التنمية المستدامة. ترتبط التنمية الاقتصادية والتغير المناخي ارتباطًا وثيقًا، لا سيما فيما يتعلق بالفقر والمساواة بين الجنسين والطاقة. تشجع الأمم المتحدة القطاع العام على اتخاذ المبادرة في هذه الجهود لتقليل الآثار السلبية على البيئة.
نشرت اللجنة الدولية للتغيرات المناخية (آي بّي سي سي)- هيئة الأمم المتحدة لتقييم العلوم المتعلقة بتغير المناخ- في عام 2018، تقريرًا خاصًا بعنوان «الاحتباس الحراري عند 1.5 درجة مئوية»، وقد أوجزت آثار ارتفاع درجة الحرارة العالمية بمقدار 1.5 درجة مئوية على مستويات ما قبل الثورة الصناعية ومسارات انبعاثات غازات الدفيئة العالمية ذات الصلة، وسلطت الضوء على إمكانية تجنب عدد من هذه الآثار عن طريق الحد من الاحتباس الحراري إلى 1.5 درجة مئوية مقارنة بـ 2 درجة مئوية، أو أكثر. ذكر التقرير أن هذا سيتطلب انخفاض صافي في انبعاثات ثاني أكسيد الكربون التي يتسبب بها الإنسان بنحو 45% عن مستويات عام 2010 بحلول عام 2030، لتصل إلى «صفر صافي» حوالي عام 2050، من خلال تحولات «سريعة وبعيدة المدى» في الأرض والطاقة والصناعة والمباني والنقل والمدن.
أصدرت اللجنة الدولية للتغيرات المناخية في مايو 2019، تدقيق عام 2019 لإرشادات اللجنة الدولية للتغيرات المناخية لعام 2006، بشأن قوائم الجرد الوطنية لغازات الاحتباس الحراري. بدأ العمل على تقرير خاص للجنة الدولية للتغيرات المناخية بشأن تغير المناخ، والتصحر، وتدهور الأراضي، والإدارة المستدامة للأراضي، والأمن الغذائي، وتدفقات غازات الاحتباس الحراري في النظم البيئية الأرضية في أغسطس عام 2019. صدر التقرير الخاص، المحيط والغلاف المائي في ظل مناخ متغير في سبتمبر 2019.
شهد عام 2020 انخفاضًا في الأزمات المناخية نتيجة لوباء كوفيد-19، وقد لوحظ انخفاض بنسبة 6% في انبعاثات غازات الاحتباس الحراري في هذا العام، وربما يصل إلى 8%، وهو أكبر انخفاض سنوي مسجل. أدى ذلك إلى دعم برنامج الأمم المتحدة للبيئة لجميع المستثمرين وصانعي السياسات، لحزم التمويل والحوافز المالية وإعطاء الأولوية للوظائف الخضراء والوظائف اللائقة.

## التحديات

### آثار جائحة كوفيد-19
تسببت جائحة كوفيد-19 في عام 2020 باضطرابات عالمية لكل من الإنتاج والنشاط البشري مع بعض النتائج الإيجابية على البيئة من حيث انبعاثات غازات الدفيئة. شهدت الصين على وجه الخصوص انخفاضًا حادًا في استخدام محطات الطاقة التي تعمل بالفحم، بسبب انخفاض الطلب على الطاقة بنسبة 5% على مستوى الدولة وعلى مستوى العالم. شهدت أجزاء كثيرة من العالم انخفاضًا في تلوث الهواء وانبعاثات ثاني أكسيد النيتروجين في الغلاف الجوي.
من المتوقع أن جودة الهواء إلى جانب تقلب المناخ مثل المدى ودرجة الحرارة والرطوبة قد أثرت على معدلات تفشي كوفيد-2019. إذا كان هذا هو الحال، فإن الأمر يتعلق فقط بإثبات أهمية المتابعة الوثيقة والتواصل الدولي الفعال والتعاوني وأنظمة الإنذار المبكر، وكذلك الالتزام بأهداف التنمية المستدامة لتركيزها على التأهب والتكيف والقدرة على الصمود في مواجهة الكوارث الطبيعية والأوبئة.
ما زال أمام تقدم الهدف 13 العديد من التهديدات، على الرغم من الفوائد الطفيفة لخفض الانبعاثات كنتيجة لجائحة كوفيد-2019. من المتوقع أن ينعكس الانخفاض المتوقع في الانبعاثات في جميع أنحاء العالم والمقدر بـ 6% بالإضافة إلى الانخفاض القياسي في انبعاثات الكربون، إلى مستويات أكبر من الانخفاض الأولي لصالح التحفيز الاقتصادي. من المرجح أن يؤدي تمويل السياسات الاقتصادية إلى تحويل أموال الطوارئ الممنوحة عادةً لتمويل المناخ مثل صندوق المناخ الأخضر والسياسات المستدامة، ما لم يُركّز على الصفقات الخضراء في إعادة توجيه الأموال النقدية.
من المتوقع حدوث انتعاش في التلوث الذي تسببه وسائل النقل مع تخفيف قيود الحظر من قبل الحكومات، وذلك لأن دولًا مثل الولايات المتحدة تعمل على تقليل معايير الكفاءة وتقييد تطبيق المعايير البيئية. أُجّلت نتائج مؤتمر الأمم المتحدة لتغير المناخ في المملكة المتحدة 20، أو سي أو بّي 26، وهذه نكسة أخرى ومثال على كيفية تعليق العمل الجماعي، بينما تتعافى الدول على مستوى العالم من تداعيات الوباء.